# František Lutonský
František Lutonský (* 12. ledna 1979) je český moderátor a zástupce šéfredaktora zpravodajství České televize.

## Život
František Lutonský se narodil 12. ledna 1979. V roce 1997 pracoval pro Denní Telegraf. V letech 1998–2000 byl redaktorem Českého rozhlasu, o rok později byl také redaktorem Frekvence 1 a Evropy 2. Od roku 2001 pracoval po dobu 8 let jako moderátor Radiožurnálu. Od roku 2004 byl moderátorem pořadů České televize, jako například Před polednem, Interview ČT24, Dobré ráno, Studio 6 či Studio ČT24. V roce 2012 se stal šéfeditorem televizní stanice ČT24. Od února 2014 je zástupcem šéfredaktora zpravodajství České televize.